# Francis Banecki
Francis Banecki (* 17. Juli 1985 in Berlin) ist ein ehemaliger deutscher Fußballspieler und heutiger -trainer.

## Leben
Francis Banecki wurde als Sohn eines deutschen Vaters und einer kamerunischen Mutter in Berlin geboren. Seine beiden zweieiigen Zwillingsschwestern, Sylvie und Nicole, spielen ebenfalls Fußball. Sylvie für den FC Bayern München, Nicole, die ebenfalls für den FC Bayern München spielte, für den SC Freiburg; beide für Bundesliga-Vereine.
In seiner Jugend spielte Francis Banecki zunächst bei den Reinickendorfer Füchsen, Hertha BSC und Tennis Borussia Berlin. Für Manchester City hatte er bereits einen Vertrag unterschrieben, aber als das Angebot von Werder Bremen kam, konnte dieser noch aufgelöst werden. So wechselte Banecki zur Saison 2003/04 in die Jugendmannschaft der Bremer. Ein Jahr später stieg er in die Amateurmannschaft der Bremer auf und startete dort seine Karriere im Profisport.
Bei einem späteren Engagement 2011 beim BSV Rehden startete Banecki parallel eine Berufsausbildung zum Automobilkaufmann, welche er 2014 erfolgreich abgeschlossen hat.
Gemeinsam mit seinem ehemaligen Mitspieler Adrian Schedlinski und zunächst in Kooperation mit dem Nordberliner SC und später dem SV Glienicke gründete Francis Banecki 2015 eine Kinderfußballschule in Berlin.
Francis Banecki ist verheiratet, hat drei Kinder und wohnt in Berlin.

## Karriere als Spieler

### Vereine
In Bremen spielte Banecki Regionalliga Nord, trainierte jedoch zunehmend mit den Profis. Er gehörte durch große Verletzungssorgen der Bremer und guter Leistungen öfters zum Bundesliga-Kader. Am 20. Oktober 2004 debütierte Francis Banecki im Champions-League-Vorrundenspiel gegen den RSC Anderlecht für die Profis. Drei Tage später feierte er sein Debüt in der Fußball-Bundesliga beim 4:1-Sieg der Bremer gegen den 1. FC Nürnberg. Aufgrund vieler guter Leistungen erhielt Banecki zum Saisonende einen Profivertrag im Team von Thomas Schaaf.
Nach der Saison 2005/06 wurde sein Vertrag bis 2008 verlängert; für die Saison 2006/07 wurde er jedoch an den Zweitligisten Eintracht Braunschweig ausgeliehen. Banecki konnte dort lediglich neun Spiele bestreiten. Eine Knieverletzung setzte ihn die gesamte Rückrunde außer Gefecht. Nach seiner Rückkehr aus Braunschweig gehörte Banecki bei Werder dem Kader der zweiten Mannschaft an. Die Folgen seiner Knieverletzung sorgten aber dafür, dass er in der Spielzeit 2007/08 zu keinem Pflichtspieleinsatz mehr kam.
Zur Saison 2008/09 unterschrieb Francis Banecki einen Vertrag bei der zweiten Mannschaft von Hertha BSC. Dort war er anfangs Stammspieler, seine Knieverletzung kam jedoch erneut zum Vorschein, sodass Banecki in der Rückrunde verletzungsbedingt nicht mehr zum Einsatz kam.
Nach der Saison wurde, in Absprache mit Cheftrainer Lucien Favre ein Umbruch im Kader von Hertha BSC II vollzogen. Viele Spieler wurden abgegeben, unter ihnen auch Francis Banecki.
Zu Beginn der Saison 2009/10 war Banecki beim Oberligisten Kickers Emden aktiv. Der Verein spielte in der Vorsaison noch in der 3. Liga, stieg aber wegen Lizenzproblemen ab. Bei seinem Debüt am ersten Spieltag für die Emder erzielte Banecki beide Tore beim 2:1-Sieg gegen den SV Meppen. In der Winterpause wechselte Banecki, der in Emden seinen Rhythmus wiedergefunden hatte, zum Regionalligisten FC Oberneuland, für den er einen bis Saisonende gültigen Vertrag unterschrieb. In seinem ersten Spiel für die Oberneuländer gelang ihm erneut ein sofortiger Torerfolg. Weiterhin konnten die Oberneuländer in dieser Saison den Bremer Pokal gewinnen. Banecki spielte jedoch ausschließlich in der Regionalliga.
Der bereits Anfang Juli 2010 aufgelöste Vertrag machte den vorgesehenen Wechsel zum Oberligisten VfB Oldenburg zunichte, sodass Banecki zur Saison 2010/11 beim Ligakonkurrenten SV Meppen einen Vertrag unterzeichnete. Bei den Emsländern spielte er auf der gewohnten Innenverteidigerposition, wurde jedoch auch häufiger im Sturm aufgestellt. Aufgrund dieses Positionswechsels gelangen ihm in der Premierensaison für den SV Meppen gleich 15 Saisontore. Er war damit der erfolgreichste Torschütze und trug wesentlich zum Platz 1 in der Spielzeit bei, der den Aufstieg in die Regionalliga Nord bedeutete.
Da Banecki sich mit dem Verein nicht auf eine Vertragsverlängerung verständigen konnte, wechselte er daraufhin im Sommer 2011 zum Oberligisten BSV Rehden. Mit dem BSV erreichte Francis Banecki mit einem vierten Platz in der Saison 2011/12 den Aufstieg in die Regionalliga Nord.
In der ersten Regionalliga-Saison konnte Rehden einen sicheren Platz im Tabellenmittelfeld erreichen. Weiterhin qualifizierte sich der Verein durch den Einzug in das Finale des Niedersachsenpokals für die erste Runde des DFB-Pokals. Dort traf man auf den FC Bayern München. Banecki konnte aber wegen einer Verletzung nicht mitspielen.
In der Saison 2013/14 erreichte man das Finale des Niedersachsenpokals und konnte sich dort mit 2:1 gegen die FT Braunschweig durchsetzen. Nach Abschluss der Saison verließ Banecki aus persönlichen Gründen den BSV Rehden und kehrte in seine Heimat Berlin zurück. Bei der VSG Altglienicke spielte er in der Berlin-Liga und war zudem in der Saison 2014/15 Trainer der A-Junioren. Mit den Altglienickern wurden Banecki in der Saison 2015/16 Berliner Meister und stieg in die Oberliga auf.
In der Oberliga Nordost konnte die VSG Altglienicke in der Saison 2016/2017 erneut den ersten Platz belegen und stieg direkt in die Regionalliga Nordost auf. Banecki kam in dieser Spielzeit jedoch nur im Berliner Pokal zum Einsatz. Anschließend verließ Francis Banecki Altglienicke nach drei Jahren und beendete seine spielerische Karriere.

### Nationalmannschaft
Neben zwei Einsätzen für die deutsche U19-Nationalmannschaft nahm Francis Banecki nach seinem Bundesligadebüt außerdem an der U-20-Weltmeisterschaft 2005 in den Niederlanden mit der deutschen Nationalmannschaft teil. Im Verlaufe dieses Turniers traf Banecki u. a. auf Lionel Messi. Die Mannschaft schied im Viertelfinale gegen Brasilien aus. Banecki kam in drei Spielen während der Weltmeisterschaft zum Einsatz, absolvierte insgesamt sieben Spiele für die deutsche U20-Mannschaft und erzielte dabei ein Tor.

## Karriere als Trainer
Bereits im Februar 2017 absolvierte Banecki erfolgreich den DFB-Trainer Jugend-Elite-Lizenz Lehrgang beim DFB.
Vom Saisonbeginn bis November 2017 war Francis Banecki Trainer beim SV Glienicke/Nordbahn in der Kreisklasse Ost/Oberhavel. Das Engagement wurde vorzeitig aufgrund von Abspracheschwierigkeiten beendet. In der Saison 2019/2020 trainiert Banecki die zweite Mannschaft der VSG Altglienicke in der Landesliga. Seit dem Sommer 2020 ist er Trainer des 1. FC Wilmersdorf in der Berlin-Liga. Nach einer pandemiebedingten verkürzten Saison und dem zehnten Platz trainierte Banecki zeitweise den Ligakonkurrenten Türkiyemspor Berlin.
Seit dem Jahr 2024 ist Banecki Kleinfeldkoordinator bei Tennis Borussia Berlin.

## Erfolge
- 2004: Bremer Pokal mit Werder Bremen II
- 2005: UEFA-Champions-League-Teilnehmer mit Werder Bremen
- 2010: Bremer Pokal mit FC Oberneuland (ohne Pokal-Einsatz)
- 2011: Niedersachsenmeister: 1. Platz der Oberliga-Niedersachsen und Aufstieg in die Regionalliga mit dem SV Meppen
- 2012: Aufstieg in die Regionalliga mit dem BSV Rehden
- 2014: Niedersachsenpokal-Sieger mit dem BSV Rehden
- 2016: Berliner Fußballmeister: 1. Platz der Berlin-Liga und Aufstieg in die Oberliga Nordost mit der VSG Altglienicke